# Фреден
Фреден (њем. Vreden) град је у њемачкој савезној држави Северна Рајна-Вестфалија. Једно је од 17 општинских средишта округа Боркен. Према процјени из 2010. у граду је живјело 22.775 становника. Посједује регионалну шифру (AGS) 5554068, NUTS (DEA34) и LOCODE (DE VRE) код.

## Географски и демографски подаци
Фреден се налази у савезној држави Северна Рајна-Вестфалија у округу Боркен. Град се налази на надморској висини од 27–58 метара. Површина општине износи 135,8 km². У самом граду је, према процјени из 2010. године, живјело 22.775 становника. Просјечна густина становништва износи 168 становника/km².

## Међународна сарадња
| Мјесто      | Држава    | Врста сарадње | Од    |
| ----------- | --------- | ------------- | ----- |
| Винтерсвејк | Холандија | контакт       | 2000. |
| Беркеланд   | Холандија | контакт       | 2005. |
| Ост Гајре   | Холандија | контакт       | 2005. |
| Извор       |           |               |       |